# Catostomus platyrhynchus
Catostomus platyrhynchus es una especie de peces Cypriniformes de la familia Catostomidae.

## Morfología
Los machos pueden llegar alcanzar los 25 cm de longitud total.

## Distribución geográfica
Se encuentran en Norteamérica. Desde las cuencas de los ríos Saskatchewan y Fraser a través de la cuenca superior del Misuri y del río Colorado; cuenca del Lahontan, sistema del río Sacramento superior en California y a través de Oregon y de Washington hasta el sur de la Columbia Británica.